# Zaglyptus varipes
Zaglyptus varipes är en stekelart som först beskrevs av Johann Ludwig Christian Gravenhorst 1829.  Zaglyptus varipes ingår i släktet Zaglyptus och familjen brokparasitsteklar. Arten är reproducerande i Sverige.

## Underarter
Arten delas in i följande underarter:
- Z. v. meridionator
- Z. v. incompletus
- Z. v. albitegulis